# バックパック・キッド
バックパック・キッド（Backpack Kid）は、アメリカ合衆国ジョージア州ローレンスビル出身のコメディアン・ダンサー、ラッセル・ホーニングの活動名である。両腕を伸ばしたまま左右に激しく動かすダンス「フロス（英語表記： Floss (dance)）」を披露した彼の姿が、ツイッター上に広まり一躍有名となった。
　彼の人気に火をつけたのは2017年6月、アメリカで長年高い人気を誇るテレビ番組「サタデー・ナイト・ライブ」（Saturday Night Live）で、シンガーソングライターのケイティ・ペリーが招いた、何人ものダンサーたちの中で披露したその奇妙なダンスであった。また、同年8月にはケイティ・ペリーの「Swish Swish」MVにも出演し話題を呼んだ。

Floss